# The Moonglows
The Moonglows est un groupe américain de rhythm and blues et de doo-wop des années 1951-1972, né à Cleveland dans l'Ohio. Dirigé par Bobby Lester et Harvey Fuqua, ce groupe compte plus tard Marvin Gaye parmi ses membres. Epaulés par le disc jockey Alan Freed, leur titre le plus fameux est Sincerely, une ballade sensuelle de 1954, écrite par Freed et Fuqua, classée no 1 du palmarès rhythm & blues et no 20 du classement pop. Mais c'est la reprise de cette chanson par les McGuire Sisters qui se place en tête des charts pop en 1955.
Les Moonglows sont intronisés au Vocal Group Hall of Fame (en) en 1999 et au Rock & Roll Hall of Fame en 2000.

## Carrière

### Premières années
Tout juste sortis du service militaire, Harvey Fuqua et Bobby Lester, forment un duo en 1949 à Louisville dans le Kentucky. En 1951, Fuqua s'installe à Cleveland et forme les Crazy Sounds avec les chanteurs Danny Coggins et Prentiss Barnes. Lester les rejoints un peu plus tard.
En 1952, les Crazy Sounds prennent contact avec l'animateur de radio Alan Freed, qui devient leur manager. En 1953, Freed renomme le groupe The Moonglows, d'après son propre surnom, « Moondog ». Ils signent avec Champaign Records, le label de Freed, mais ces enregistrements ont peu de succès. Coggins quitte le groupe et est remplacé par Alexander Walton (parfois connu sous le nom de Pete Graves ou Pete Walton).
En 1953, ils enregistrent pour un autre petit label, Chance, sans plus de réussite. Leur reprise de Secret Love de Doris Day est leur meilleure vente. En septembre 1953, Freed obtient un contrat avec la station de radio new-yorkaise WINS. Son succès en tant que diffuseur et animateur de la station apporte au groupe un contrat avec Chess Records.

### Succès
Sincerely, leur premier single chez Chess, chanté par Lester, atteint la 1re place du classement R&B de Billboard et la 20e dans le palmarès pop. Enregistrée dans la foulée par les McGuire Sisters, cette reprise est une succès classé no 1 dans les charts pop.
En 1955, ils participent au Rock'n'Roll Jubilee Ball, le premier concert new yorkais présenté par Alan Freed. Le groupe choisit le guitariste Billy Johnson comme cinquième membre, Wayne Bennett les ayant quitté après leur prestation à l'Apollo Theater. Cette même année, le groupe décroche un autre succès R&B avec Most of All, suivi d'un succès plus modeste avec We Go Together en 1956. Chess publie certains des enregistrements du groupe sur sa filiale Checker, crédité sous le nom de Moonlighters.
Pendant la majeure partie de la carrière des Moonglows, le chant principal est partagé entre Lester et Fuqua. Lester préfère les ballades doo-wop, tandis que Fuqua aime mieux les chansons rock 'n' roll. Les deux enregistrent également des duos vocaux. Sur leurs enregistrements, ils sont régulièrement accompagnés par les musiciens de Chess tels Willie Dixon ou Fred Below. Leurs succès suivants, en 1956, comprennent See Saw, qui culmine au no 5 R&B et au no 25 du Top 100, et When I'm with You qui atteint le no 15 R&B. En août 1956, le groupe apparaît dans Rock, Rock, Rock!, l'un des premiers films consacrés au rock 'n' roll, en synchronisation labiale des titres Over and Over Again et I Knew From the Start. Ils placent également deux titres supplémentaires sur le disque de la bande originale publiée par Chess. On les voit interprétant Barcelona Rock l'année suivante dans le film Mister Rock and Roll de Charles S. Dubin avec Alan Freed en vedette.
A partir de décembre 1956, Fuqua chante la plupart des pistes vocales. En juin 1957, les Moonglows ont un hit R&B avec leur reprise de Please Send Me Someone to Love de Percy Mayfield. À la fin de 1958, Ten Commandments of Love, conduit par Fuqua, atteint le no 9 R&B et le no 22 pop ; le groupe y est présenté comme « Harvey and the Moonglows ». Chess sort deux EP et un album, Look, It's the Moonglows. Le groupe d'origine se sépare à la fin de l'année, ne se produisant plus ensemble que pour des raisons contractuelles.

### Groupes dérivés et réunion
En 1959, Lester entame une carrière solo. Cette même année, Harvey Fuqua, suivant les conseils de Bo Diddley, un autre artiste de Chess, travaille avec les Marquees, où Fuqua rencontre pour la première fois Marvin Gaye. Déménageant le groupe à Chicago, Fuqua recrute rapidement Chuck Barksdale alors que sa formation, The Dells, est temporairement en pause après un accident de voiture impliquant l'un de ses membres. Fuqua renomme le groupe Harvey and the New Moonglows. En avril 1959, Fuqua chante la ballade Twelve Months of the Year, qui comprend un passage parlé de Marvin Gaye. Plus tard en 1959, Chess publie la chanson Unemployment. Sur la face B se trouve Mama Loocie, qui est la première voix principale de Gaye. La plupart du temps, Fuqua enregistre des pistes en solo et fait souvent la promotion de ses chansons et des New Moonglows à la télévision et dans les films. A cette époque, le groupe enregistre aussi des chœurs pour Etta James et Chuck Berry.
Lester forme son propre groupe, également appelé The Moonglows. En 1959, il fait la une des journaux après avoir été arrêté pour trafic de stupéfiants à Beaumont, au Texas. Au début des années 1960, James Nolan et Reese Palmer quittent le groupe de Fuqua, et Chuck Barksdale retourne chez les Dells. À la fin de 1960, Gaye, Chester Simmons et Fuqua enregistrent (avec, vraisemblablement, des membres des Spinners) les derniers enregistrements des New Moonglows, dont Junior et Beatnik. Ensuite, Gaye déménage à Détroit et signe avec Tamla, une filiale de Motown. En février 1961, Fuqua quitte Chess et travaille à Détroit sur ses propres labels, Harvey et Tri-Phi Records, jusqu'à ce qu'il rejoigne l'équipe de production de Motown. Il quitte Motown pour RCA en 1970. 
En 1964, Pete Graves forme un autre Moonglows, comprenant Doc Green, George Thorpe et Bearle Easton. En 1969, Prentiss Barnes prend sa retraite du show business après avoir été blessé dans un accident de voiture.
En 1970, Harvey Fuqua, Bobby Lester et Pete Graves se réunissent sous le nom de Moonglows avec Doc Williams et Chuck Lewis. En 1972, ils enregistrent Sincerely '72, qui atteint la 43e place du classement R&B. L'album The Return of the Moonglows sort également cette année-là. Mais la réunion s'avère de courte durée.

### Dernières années
Bobby Lester continue à chanter pour ses propres Moonglows jusqu'à ce qu'il succombe aux complications d'un cancer en 1980, à l'âge de 49 ans. Il est remplacé par Billy McPhatter, le fils de Clyde McPhatter. Fuqua joue avec les Moonglows de Bobby Lester lors de la cérémonie des Grammy Awards de 1983, et ce groupe tourne en tant que Harvey and the Moonglows jusqu'en 1986. Bobby Lester Jr. remplace ensuite  McPhatter en tant que chanteur principal des Moonglows.
Ils se produisent également dans l'émission Doo Wop 50 en 1999, où ils chantent Sincerely et Ten Commandments of Love. La formation est alors composée de Harvey Fuqua, Bruce Martin, Gene Kelley, Peter Crawford et Gary Rodgers.
Billy Johnson meurt à Los Angeles le 28 avril 1987. Gene Kelley décède en 2008 et Reese Palmer le 27 octobre 2011. Prentiss Barnes et Pete Graves disparaissent en 2006 et Harvey Fuqua, le dernier membre original du groupe survivant, meurt le 6 juillet 2010 à Detroit.

## Héritage et influence
Les Moonglows sont intronisés au Vocal Group Hall of Fame en 1999 et au Rock & Roll Hall of Fame en 2000. La chanson Sincerely reçoit un Grammy Hall of Fame Award en 2002.
Le groupe est mentionné dans la chanson René and Georgette Magritte with Their Dog after the War de Paul Simon, parue sur l'album Hearts and Bones en 1983.

## Membres
- Harvey Fuqua (1928-2010) : chant principal (baryton) — 1953–1958[4]
- Bobby Lester (Robert L. Dallas, 1930–1980) : chant principal (ténor) — 1953–1958[4]
- Alexander "Pete" Walton (ou Graves) (1936-2006) : chant (ténor) — 1953–1958[4]
- Prentiss Barnes (1925-2006) : chant (basse) — 1953–1958[4]
- Danny Coggins (†1972) : chant (ténor) — 1953
- Wayne Bennett (1932-1992) : guitare — 1953–1955
- Billy Johnson (1925-1987) : guitare — 1955–1958[8]

## Discographie

### Albums
- 1958 : Look, It's the Moonglows (Chess)
- 1972 : The Return of the Moonglows (RCA)

### Albums live
- 1992 : On Stage (Relic)

### Compilations
- 1956 : Chuck Beerry, The Flamingos et The Moonglows : Rock, Rock, Rock! (musique du film), 4 titres chacun.
- 1959 : Various Artists : Bunch of Goodies (Chess), avec une majorité de titres des Moonglows.
- 1962 : The Best of Bobby Lester and the Moonglows (Chess)
- 1992 : Bobby Lester & The Moonglows : One More Time (Relic)

### Principaux singles
| Année | Titre                                                                | Classement | Classement |
| Année | Titre                                                                | R&B        | Pop        |
| ----- | -------------------------------------------------------------------- | ---------- | ---------- |
| 1954  | Sincerely / Tempting                                                 | 1          | 20         |
| 1955  | Most Of All / She's Gone                                             | 5          |            |
| 1956  | We Go Together / Chickie Um Bah                                      | 9          |            |
| 1956  | See Saw / When I'm With You                                          | 6          | 25         |
| 1957  | Please Send Me Someone to Love / Mr. Engineer (Bring Her Back To Me) | 5          | 73         |
| 1958  | Ten Commandments of Love / Mean Old Blues                            | 9          | 22         |
| 1972  | Sincerely '72 / I Was Wrong                                          | 43         |            |

## Reprises notables
Plusieurs artistes célèbres ont enregistré des chansons des Moonglows,.

### Ten Commandments of Love
- 1963 : l'acteur James MacArthur en single.
- 1966 : The Wailers sur l'album The Wailing Wailers at Studio One.
- 1968 : Peaches & Herb en single.
- 1969 : Little Anthony and the Imperials sur leur album Out of Sight, Out of Mind.
- 1978 : Isaac Hayes sur l'album Hotbed.
- 1981 : The Neville Brothers sur Fiyo on the Bayou.
- 1987 : David Allan Coe sur A Matter of Life... and Death.

### In My Diary
- 1961 : Etta James sur son album The Second Time Around.
- 1968 : The Spinners en single puis sur leur album de 1970 2nd Time Around.

### I Was Wrong
- 1958 : Jerry Butler sur l'album Jerry Butler, esq.

### Just a Lonely Christmas
- 1965 : The Supremes, enregistrement paru en 1999 sur la version CD de l'album Merry Christmas.

### Over and Over Again
- 1987 : Samplé par LL Cool J dans le morceau The Do Wop sur son album Bigger and Deffer.